# Exocoelactis valdiviae
Exocoelactis valdiviae är en havsanemonart som beskrevs av Oscar Henrik Carlgren 1928. Exocoelactis valdiviae ingår i släktet Exocoelactis och familjen Exocoelactiidae. Inga underarter finns listade i Catalogue of Life.